# La gentilezza del tocco
La gentilezza del tocco (A Suavidade do Toque (título em Portugal) ) é um filme italiano de Francesco Calogero, lançado em 1987. Este filme é inspirado no Livro do Desassossego, uma obra do escritor português Fernando Pessoa.

## Sinopse
Giorgio, um revisor editorial, investiga a revisão do crítico musical Federico Cami, um homem geralmente cínico mas que, desta vez, se mostrou surpreendentemente benevolente para com a novata pianista Irene Della Pace.

## Elenco
- Maurizio Puglisi: Giorgio
- Antonio Alveario: Carlo
- Ninni Bruschetta: Mario
- Rosalba Scimone: Giuliana
- Antonio Caldarella: Federico Cami
- Daniela Pacetto: Irene